# Klaus-Peter Kehr
Klaus-Peter Kehr (* 1940 in Nassig) ist ein deutscher Dramaturg, Theaterwissenschaftler und Intendant.
Kehr war nach seinem Studium an der Universität Wien (Promotion 1968 mit einer Arbeit über Hermann Bahr) zunächst primär als Musiktheater-Dramaturg tätig, ab 1971 an der Kölner Oper, später in Bonn. Von 1991 bis 2002 verantwortete er das Musikprogramm der Wiener Festwochen. 1994 übernahm er darüber hinaus die künstlerische Leitung des Musiktheaters der Schwetzinger Festspiele, die er bis 2008 ausübte.
Eine jahrzehntelange Zusammenarbeit verbindet ihn mit dem Regisseur Achim Freyer. Neben seinen Aktivitäten an deutschen Musiktheatern lehrte er an Musik- und Theaterhochschulen, so unter anderem an der Staatlichen Akademie der bildenden Kunst in Stuttgart, an der Universität Wien, an der Folkwang Hochschule in Essen sowie an der Hochschule der Künste Berlin.
Seit der Spielzeit 2005/2006 war Kehr Operndirektor am Nationaltheater Mannheim und von 2013 bis 2016 Opernintendant und Betriebsleiter. In seiner Amtszeit etablierte er u. a. den Mannheimer Mozartsommer.
In den letzten drei Jahren seiner Opernintendanz am Nationaltheater in Mannheim erhielt das Theater für seine Oper mehrere Auszeichnungen von der Zeitschrift Opernwelt: 3 × Uraufführung des Jahres, Chor des Jahres, Opernhaus des Jahres 2. Platz (Spielzeit 2014/15), und Opernhaus des Jahres 1. Platz (Spielzeit 2015/16).